# Calliptamus siciliae
Calliptamus siciliae är en insektsart som beskrevs av Willy Adolf Theodor Ramme 1927. Calliptamus siciliae ingår i släktet Calliptamus och familjen gräshoppor. Inga underarter finns listade i Catalogue of Life.

## Bildgalleri

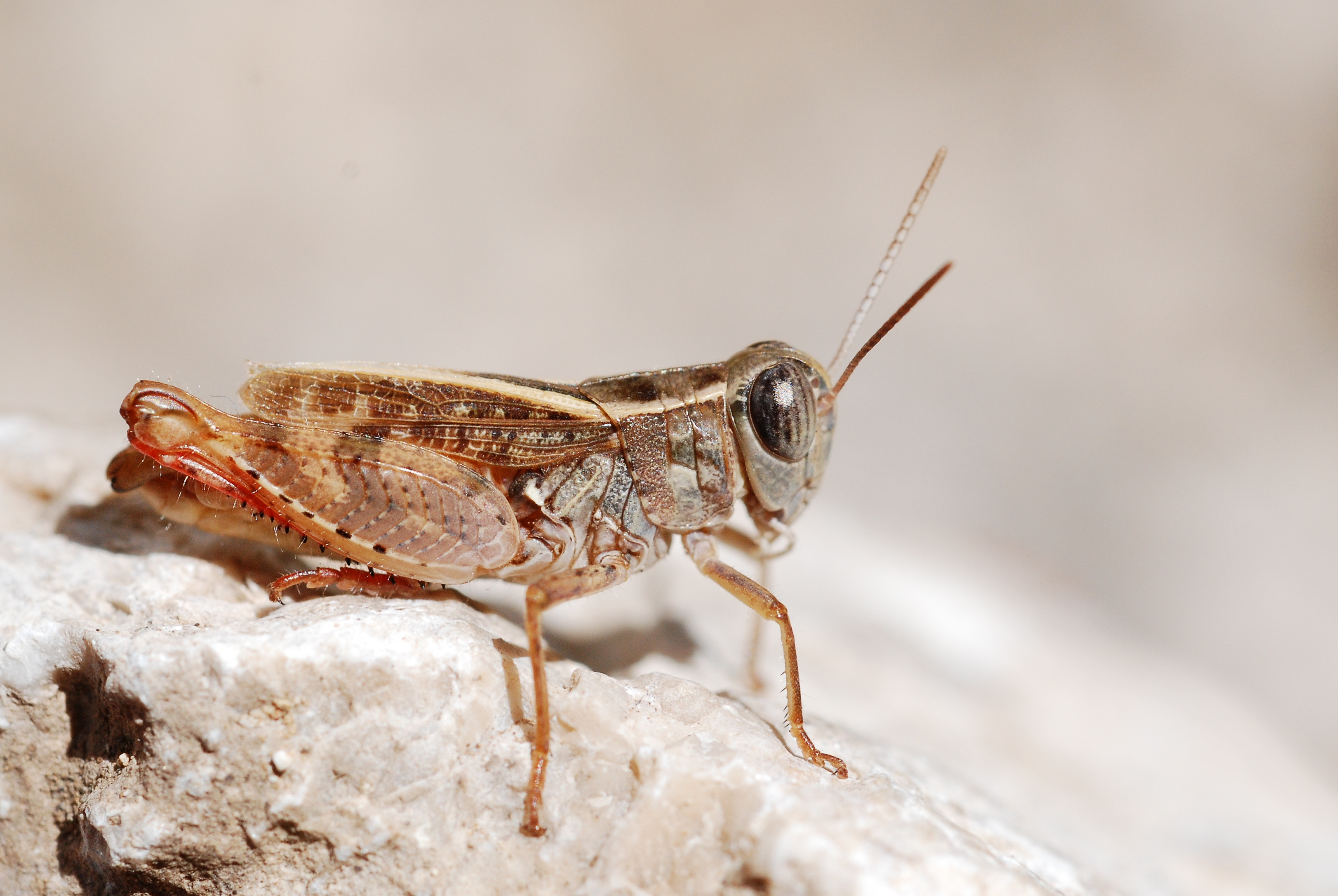
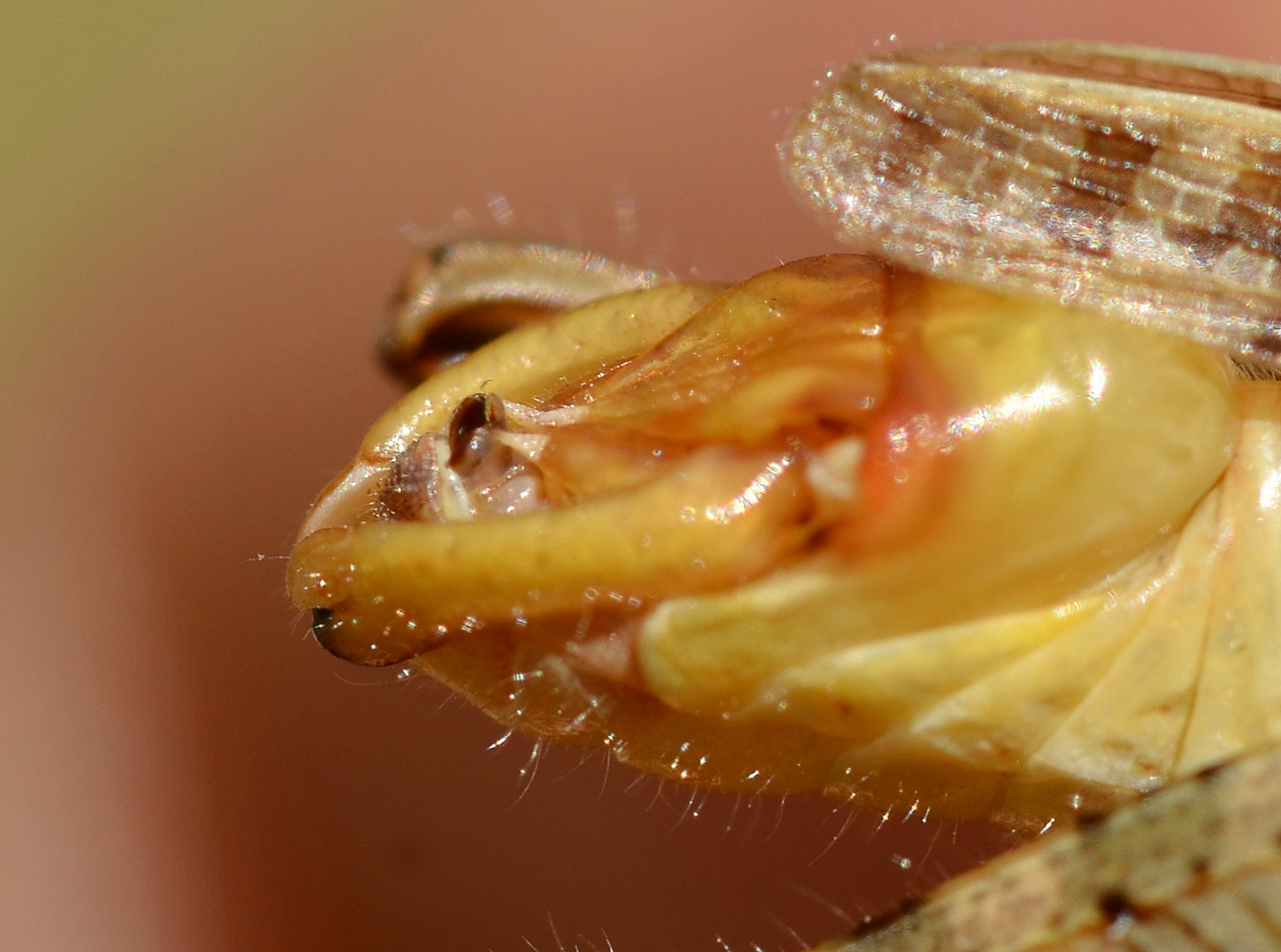
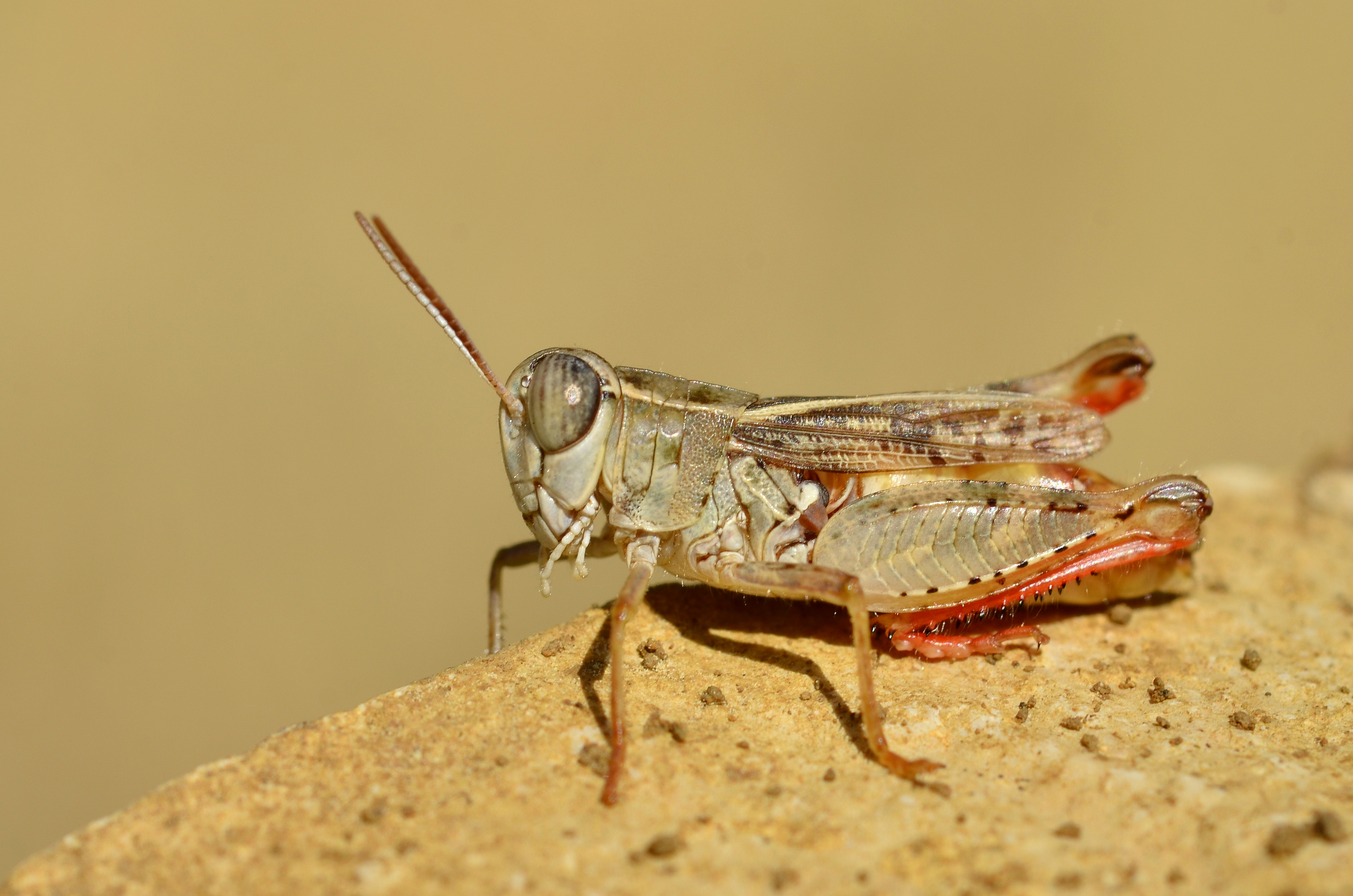